# Trikotno tlakovanje
Trikotno tlakovanje je eno izmed treh pravilnih tlakovanj na evklidski ravnini.

## Uniformno barvanje
Znanih je devet različnih uniformnih barvanj. Če imenujemo barve s števili na šestih trikotnikih okoli oglišča, dobimo 111111, 111112, 111212, 111213, 111222, 112122, 121212, 121213, 121314. Štiri barvanja lahko generiramo s pomočjo Wythoffove konstrukcije. Sedem od devetih različnih barvanj lahko dobimo kot zmanjšanje barvanja s štirimi barvami: 121314. Ostali dve 111222 in 112122 pa nimata Wythoffove konstrukcije.  
| Indeks barvanja  | 111111           | 121212                        | 121314           | 121213            |
| Barvanje         |                  |                               |                  |                   |
| Simetrija        | *632 (p6m) [6,3] | *333 (p3m1) [3[3]] = [1+,6,3] | 333 (p3) [3[3]]+ | 3*3 (p31m) [6,3+] |
| Wythoffov simbol | 6 \| 3 2         | 3 \| 3 3                      | \| 3 3 3         |                   |
| Coxeter-Dinkin   |                  | =                             |                  |                   |

| Indeks barvanja | 111222              | 112122             | 111112             | 111212             | 111213           |
| Barvanje        |                     |                    |                    |                    |                  |
| Simetrija       | 2*22 (cmm) [∞,2+,∞] | 2222 (p2) [∞,2,∞]+ | *333 (p3m1) [3[3]] | *333 (p3m1) [3[3]] | 333 (p3) [3[3]]+ |

## Mreža A2 in pakiranje krogov
Razvrstitev oglišč trikotnega tlakovanja se imenuje mreža A2 . 
Je dvorazsežni primer simplektičnega satovja. Mrežo  A2* trikotnega tlakovanja, ki jo včasih imenujemo tudi A2 mreža.
Mrežo A2* (včasih jo imenujemo tudi A23) lahko konstruiramo iz unije treh mrež A2 in ekvivalenta mreži A2. 
Oglišča trikotnega tlakovanja so središča najgostejše oblike pakiranja krožnic. Vsaka krožnica se dotika šestih drugih krožnic v pakiranju (glej dotikalno število. Gostota pakiranja je {\displaystyle {\frac {\pi }{\sqrt {12}}}} ali 90,69%. Ker pa je unija treh A2 mrež tudi mreža A2, je možno podati pakiranje krožnic s tremi barvami.
Voronojeva celica trikotnega tlakovanja je šestkotnik. Prav tako pa tudi Voronojeva teselacija. Šestkotno tlakovanje ima neposredno zvezo s pakiranjem krožnic.
| A2 mreža pakiranja krožnic | A2* mreža pakiranja krožnic |
| -------------------------- | --------------------------- |
|                            | ]                           |
| šestkotna tlakovanja       |                             |
|                            |                             |

## Sorodni poliedri in tlakovanja
Ravninska tlakovanja so povezana s poliedri. Kadar postavimo manj trikotnikov na oglišča dobimo praznimo in to nam omogoča, da jih lahko zvijemo v piramide. Ta telesa lahko razširimo na platonska telesa: pet, štirje in trije trikotniki na oglišču definirajo po vrsti ikozaeder, oktaeder in tetraeder.
Tlakovanje je topološko podobno zaporedju pravilnih poliedrov s Schläflijevim simbolom {3,n}. To se nadaljuje še v hiperbolični prostor
| {3,3} | {3,4} | {3,5} | {3,6} | {3,7} | {3,8} | {3,9} |

Je pa tudi topološko povezan kot zaporedje Catalanovimi telesi z konfiguracijo stranskih ploskev Vn.6.6, ki se prav tako nadaljuje v hiperbolično ravnino.
| V3.6.6 | V4.6.6 | V5.6.6 | V6.6.6 | V7.6.6 |

## Wythoffova konstrukcija iz šestkotnih in trikotnih tlakovanj
Podobno kot obstoja osem uniformnih poliedrov obstoja tudi osem uniformnih tlakovanj, ki imajo osnovo v pravilnem  šestkotnem tlakovanju ali dualnem trikotnem tlakovanju.   
Kadar narišemo ploščice tlakovanja obarvane rdeče na prvotnih stranskih ploskvah in rumeno na prvotnih ogliščih ter modro na prvotnih robovih, dobimo osem oblik. Samo sedem od njih pa je topološko različnih. Tako je prisekano trikotno tlakovanje topološko enakovredno šestkotnemu tlakovanju.
| Wythoff            | 3 \| 6 2 | 2 3 \| 6  | 2 \| 6 3 | 2 6 \| 3  | 6 \| 3 2 | 6 3 \| 2  | 6 3 2 \|    | \| 6 3 2  |         |             |
| Schläfli           | {6,3}    | t0,1{6,3} | t1{6,3}  | t1,2{6,3} | t2{6,3}  | t0,2{6,3} | t0,1,2{6,3} | s{6,3}    | h0{6,3} | h1,2{6,3}   |
| Coxeter-Dinkin     |          |           |          |           |          |           |             |           |         |             |
| ------------------ | -------- | --------- | -------- | --------- | -------- | --------- | ----------- | --------- | ------- | ----------- |
| Slika Slika oglišč | 6.6.6    | 3.12.12   | 3.6.3.6  | 6.6.6     | {36}     | 3.4.6.4   | 4.6.12      | 3.3.3.3.6 | (3.3)3  | 3.3.3.3.3.3 |

| Wythoff            | 3 \| 3 3 | 3 3 \| 3 | 3 \| 3 3 | 3 3 \| 3 | 3 \| 3 3 | 3 3 \| 3 | 3 3 3 \| | \| 3 3 3    |
| ------------------ | -------- | -------- | -------- | -------- | -------- | -------- | -------- | ----------- |
| Coxeter-Dinkin     |          |          |          |          |          |          |          |             |
| Slika Slika oglišč | (3.3)3   | 3.6.3.6  | (3.3)3   | 3.6.3.6  | (3.3)3   | 3.6.3.6  | 6.6.6    | 3.3.3.3.3.3 |